# Ван Валкенгуд, Йолейн
Йолейн ван Валкенгуд (нидерл. Jolijn van Valkengoed; родилась 28 августа 1981 года, Лелистад, провинция Флеволанд) — нидерландская пловчиха, специализируется в плавании брассом. Бронзовый призёр первенства Европы 2008 года в смешанной эстафете 4×100 м.
С 2007 года выступает за клуб ВВЗ (Зутермер), ранее выступала за команды «Де Долфейн», ДВК-КСЕСС, «Зёйдерзезвеммерс», ЗВ «Лели».

## Личная жизнь
Старший брат Йолейн — Тейс, также пловец, в 2003 году в Дублине на чемпионате Европы на короткой воде он выиграл бронзу на дистанции 200 метров брассом.